# 6th Street
La 6th Street (in italiano "Sesta Strada") è una strada storica di Austin, la capitale del Texas.
Un tempo conosciuta come Pecan Street, la via è celebre per la presenza di numerosi locali di intrattenimento. Vi si trovano infatti numerosi bar, club, locali con musica dal vivo e negozi per lo shopping.
La 6th Street ospita ogni anno una grande varietà di eventi, che vanno da festival musicali e cinematografici (come South by Southwest) a competizioni motociclistiche.